# Adiantum malesianum
Adiantum malesianum är en kantbräkenväxtart som beskrevs av Ghatak. Adiantum malesianum ingår i släktet Adiantum och familjen Pteridaceae. Inga underarter finns listade.